# Добромани
Добромани (на сръбски: Добромани) е село в Босна и Херцеговина, разположено в община Требине, в ентитета на Република Сръбска. Населението му според преброяването през 2013 г. е 11 души, от тях: 11 (100,00 %) сърби.

## Население
Численост на населението според преброяванията през годините:
- 1961 – 38 души
- 1971 – 24 души
- 1981 – 17 души
- 1991 – 17 души
- 2013 – 11 души